# Adega
En el universo ficticio de la Guerra de las Galaxias, Adega es un sistema planetario. El sistema tiene dos soles, conocidos como Adega Prime (Adega I) y Adega Besh (Adega II). Sus planetas son Kassa (el más interior, de roca abrasiva), Tarassi (el segundo, árido y rocoso), Ossus (el más importante), Colsassa (un gigante gaseoso que posee once lunas) y Missarassa, (el más exterior, un mundo helado).
Los Jedi descubrieron la especial conexión con la Fuerza de los cristales de Adega unos 10 000 años antes de la batalla de Yavin y crean con ellos los primeros sables de luz. Así el planeta se convierte en la fuente principal de esos cristales hasta que son descubiertos en Ilum.
Bodo Baas vivió allí con un grupo de Jedi en torno al año 600 antes de la batalla de Yavin.
Alfonso Luiz Obota, el prisionero 272-20-136 del juego Dark Forces: Jedi Knight, de 1998, es nativo de Adega.